# Eiserner Hut
Eiserner Hut ist ein bergmännischer Ausdruck für die Oxidationszone eines Erzganges. Sein Name leitet sich vom Brauneisen her, welches „das auffälligste Mineral der Verwitterungszone ist“. Die ursprünglich vorhandenen Fluss- und Schwerspate wurden in wässrige Lösung überführt und weggespült, so dass der Quarz als einzige Gangart übriggeblieben ist und die Edelmetalle, die nicht lösbar sind, sich angereichert haben. Insbesondere das Silber tritt in der Verwitterungszone zum Teil gediegen und als Argentit oder als Akanthit auf.
Diese Verwitterungszone der Erzgänge reicht von der Erdoberfläche bis zur Zementationszone, die eine scharfe Grenze zur tieferen, primären Gangstruktur mit wesentlich geringeren Erzgehalten bildet.

## Bedeutung für den Bergbau
Da im Eisernen Hut die besten Lagerstättenteile auch noch über Tage anstehen, nahm in der Vergangenheit der Bergbau hier nahezu ausnahmslos seinen Anfang. Solange es technisch beherrschbar war, baute man ihn im Tagebau ab, um dann später zum Tiefbau überzugehen. Das erste Berggeschrey im Erzgebirge ging zu Ende, als die reichen Partien des Eisernen Hutes nach 100 bis 200 Jahren ausgeerzt waren.